# Elbridge Gerry
Pour les articles homonymes, voir Gerry.
Elbridge Thomas Gerry (17 juillet 1744 - 23 novembre 1814) est un homme politique américain membre du parti républicain-démocrate. Il est le cinquième vice-président des États-Unis, servant sous James Madison du 4 mars 1813 jusqu’à sa mort. Il est le second vice-président à mourir durant son mandat, le premier ayant été son prédécesseur immédiat George Clinton, vice-président sous Madison et Thomas Jefferson.
Gerry est l’un des signataires de la déclaration d’indépendance et des Articles de la Confédération. Mais il est aussi l’un des trois hommes, avec Edmund Randolph et George Mason, qui refusent de signer la constitution principalement car elle n’a pas de Bill of Rights (déclaration des droits). Elbridge Gerry devient plus tard gouverneur du Massachusetts. Il est connu pour être à l’origine du terme gerrymandering, qui désigne un procédé consistant à dessiner la carte des districts électoraux de manière à favoriser le parti au pouvoir.

## Biographie

### Jeunesse
Elbridge Gerry est né à Marblehead dans le Massachusetts. Il est le troisième de douze enfants. Il est diplômé du collège de Harvard qu'il fréquente à partir de quatorze ans et où il étudie les Lettres. Il travaille dans l’entreprise de transport maritime de son père et attire l’attention par son opposition au taxes sur le commerce. En mai 1772, il est élu à la General Court (assemblée) du Massachusetts sur un programme anti-britannique. C'est dans cette assemblée qu'il se lie d'amitié avec deux personnalités importantes pour le futur des États-Unis, Samuel Adams et John Adams.

### Carrière
Gerry est l’un des délégués du Massachusetts au Congrès continental de février 1776 à 1780 puis de 1783 à septembre 1785. 
En 1786, il épouse Ann Thompson, fille d’un riche marchand newyorkais plus jeune que lui de 21 ans. 
En 1787, il est l’un des délégués à la convention constitutionnelle à voter contre la nouvelle constitution et (comme Mason et Randolph) à ne pas la signer. Il refuse de signer car il considère que la constitution n'est pas appropriée pour le pays. Parmi les raisons qu'il invoque, on retrouve : le manque de représentants pour le Massachusetts (État qu'il représente) dans la nouvelle chambre des représentants, la clause des 3/5 sur l'esclavage (qu'il trouve surtout injuste vis-à-vis des États du Nord, dont fait partie le Massachusetts, qui n'ont pas d'esclaves), les trop grands pouvoirs économiques du Congrès, et enfin le rôle du vice-président représentant du pouvoir exécutif qui peut agir sur le pouvoir législatif grâce à son rôle de président du Sénat. 
Il est élu à la chambre des représentants du nouveau gouvernement national et y sert de 1789 à 1793. Il surprend ses amis en devenant un fidèle du nouveau gouvernement, et soutient si vigoureusement les rapports de Hamilton sur les finances publiques, y compris l’appropriation des dettes d’État et la nouvelle Banque des États-Unis qu’il est considéré comme un leader par les fédéralistes. Cependant, à cette période, il s'est toujours défendu d'appartenir à un parti politique identifié. Il ne se présente pas à la réélection en 1792.
En 1796, il est grand électeur pour John Adams qui le nomme ensuite dans la délégation humiliée par la France dans l’affaire XYZ. Lorsqu’il reste en France après le départ de ses deux collègues, les fédéralistes l’accusent de soutenir les Français. À l'époque, le seul parti soutenant la France, malgré les dérives de la Révolution, était le parti républicain de Thomas Jefferson. Face aux excès du gouvernement français, les fédéralistes préféraient avoir comme partenaire en Europe la Grande-Bretagne. Dès lors, quand Gerry a décidé de rester en France pour essayer d'arranger les relations entre les deux Français et Américains, malgré le rappel des diplomates par le président Adams, les fédéralistes l'ont dénoncé comme un soutien du parti républicain. À son retour aux États-Unis en octobre 1798, il est blessé des critiques formulées à son égard, qui confirme son rejet des partis politiques. Il garde néanmoins le soutien de son ami de longue date, John Adams. 
En 1800, il rejoint officiellement le parti républicain, car il avait besoin d'un ancrage politique et que les républicains sont les seuls à l'avoir soutenu durant l'affaire XYZ et après.
Gerry est le candidat républicain au poste de gouverneur du Massachusetts et échoue en 1800, 1801, 1802 et 1803. Il est finalement élu en 1810 puis 1811. En 1812, il est battu à cause de son projet de loi de redécoupage électoral qui créa le terme gerrymandering grâce à un dessin de Elkana Tisdale publié dans la Boston Gazette. À la mort de George Clinton (et après le refus de la personne nommée), il est choisi comme vice-président de James Madison par le parti républicain. Dans un contexte de guerre contre la Grande-Bretagne, il fallait un homme d'expérience dont on ne questionne pas le patriotisme. Il meurt à Washington, DC et est enterré au cimetière du Congrès.

## Succession
- La maison de Gerry, Elmwood mansion[4], maison historique de Cambridge (Massachusetts), fut le lieu de naissance du poète James Russell Lowell quelques années après la mort de Gerry.
- Son petit-fils Elbridge Gerry (1813-1886) fut élu du Maine à la chambre des représentants.
- Son arrière-petit-fils, Peter Goelet Gerry (1879-1957), fut élu de Rhode Island à la chambre des représentants.